# Klaus & Kinski
Klaus & Kinski fue un grupo musical originario de Murcia (España), que estuvo compuesto por el productor y multiinstrumentista Alejandro Martínez, y por la cantante Marina Gómez. Aunque están encuadrados en el género indie pop, en sus trabajos mezclan distintos estilos. Su nombre es una referencia al actor alemán Klaus Kinski.

## Historia
El grupo comenzó en 2005 como un proyecto personal del productor y multinstrumentista Alejandro Martínez, que comenzó a colaborar con Marina Gómez ese mismo año. Además de diferentes instrumentos, la formación usó sampleados y sonidos pregrabados en sus primeros temas.
A raíz de su actuación en concursos para nuevos talentos, como el organizado en el Festival Internacional de Benicassim, Klaus & Kinski firmó en 2008 con la discográfica independiente Jabalina. Ese mismo año publicó su álbum de debut, «Tu hoguera está ardiendo». Un año después salió un EP con seis canciones inéditas, «Por qué no me das tu dinero». Gracias a ese primer trabajo comenzaron a participar en los principales festivales musicales españoles e incluso en el extranjero, en el marco del Spanish Independent Festival de Suecia.
En 2010, Klaus & Kinski publicó su segundo trabajo, «Tierra, trágalos», con muy buenas críticas por parte de la prensa especializada. La revista Rockdelux les posicionó como cuarto mejor álbum español de aquel año. En marzo de 2011 publicaron su segundo EP «Amor».
En 2012 publicaron «Herreros y fatigas», su tercer álbum de estudio, y al año siguiente su último EP  «A cuatro reinas moras» que forma parte de la colección Delicatessen de Jabalina. Además reeditaron su debut «Tu hoguera está ardiendo» en vinilo.
Klaus & Kinski anunció por sorpresa su retirada de los escenarios en junio de 2013, durante un concierto en Madrid.

## Miembros
- Alejandro Martínez Moya (multiinstrumentista, productor)
- Marina Gómez Carruthers (vocalista)

El grupo está acompañado en los conciertos por:
- Paco Martínez Tomás (bajo)
- Antonio de Vicente-Yagüe Jara (teclados, secuenciadores, guitarra acústica y ukelele)
- Pilar Crespo Amador (violín)

## Discografía

### Álbumes
- 2008: Tu hoguera está ardiendo
- 2010: Tierra, trágalos
- 2012: Herreros y fatigas

### EP
- 2009: Por qué no me das tu dinero
- 2011: Amor
- 2013: A cuatro reinas moras